# Věra Čáslavská

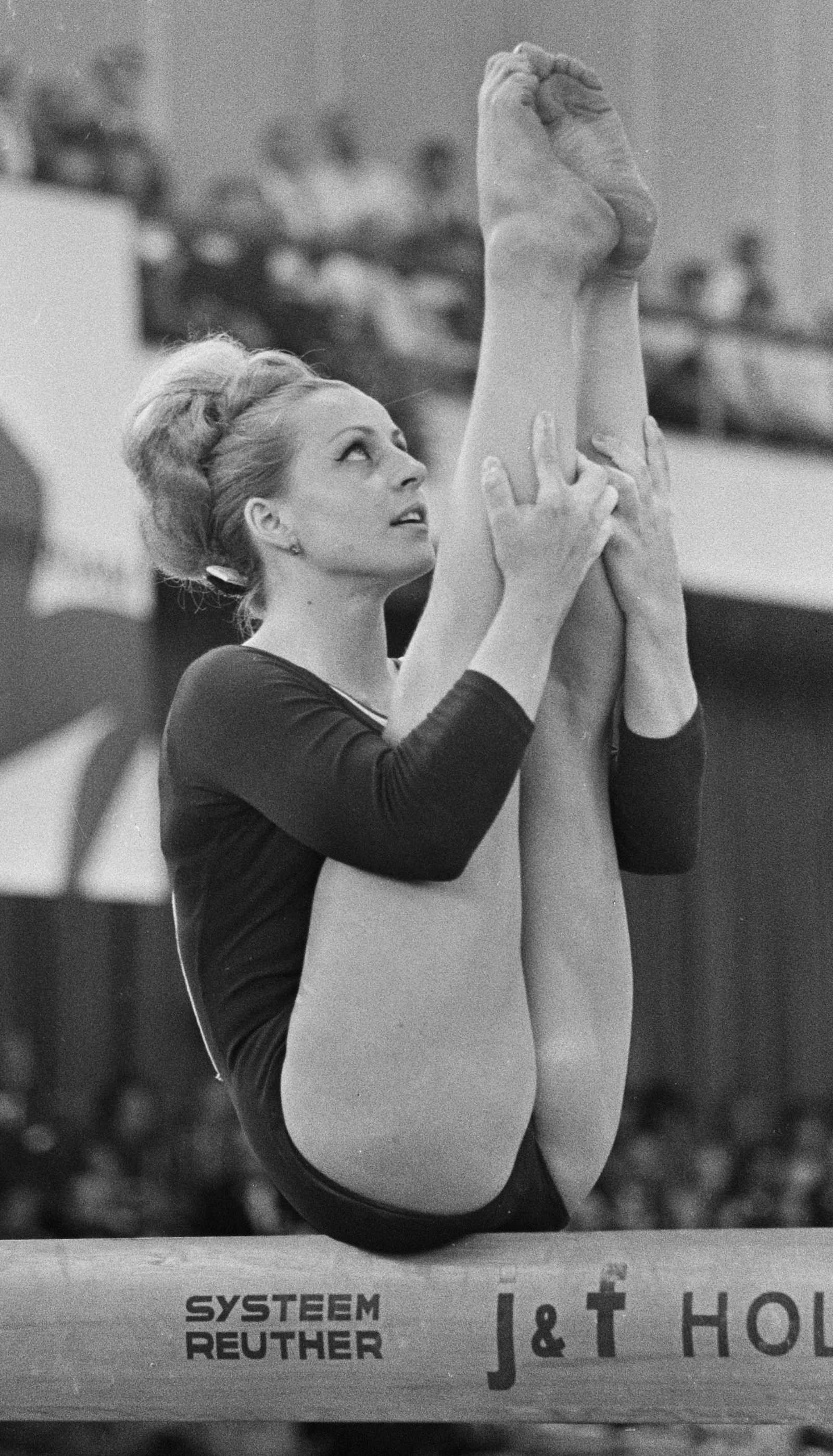
Čáslavská in 1967

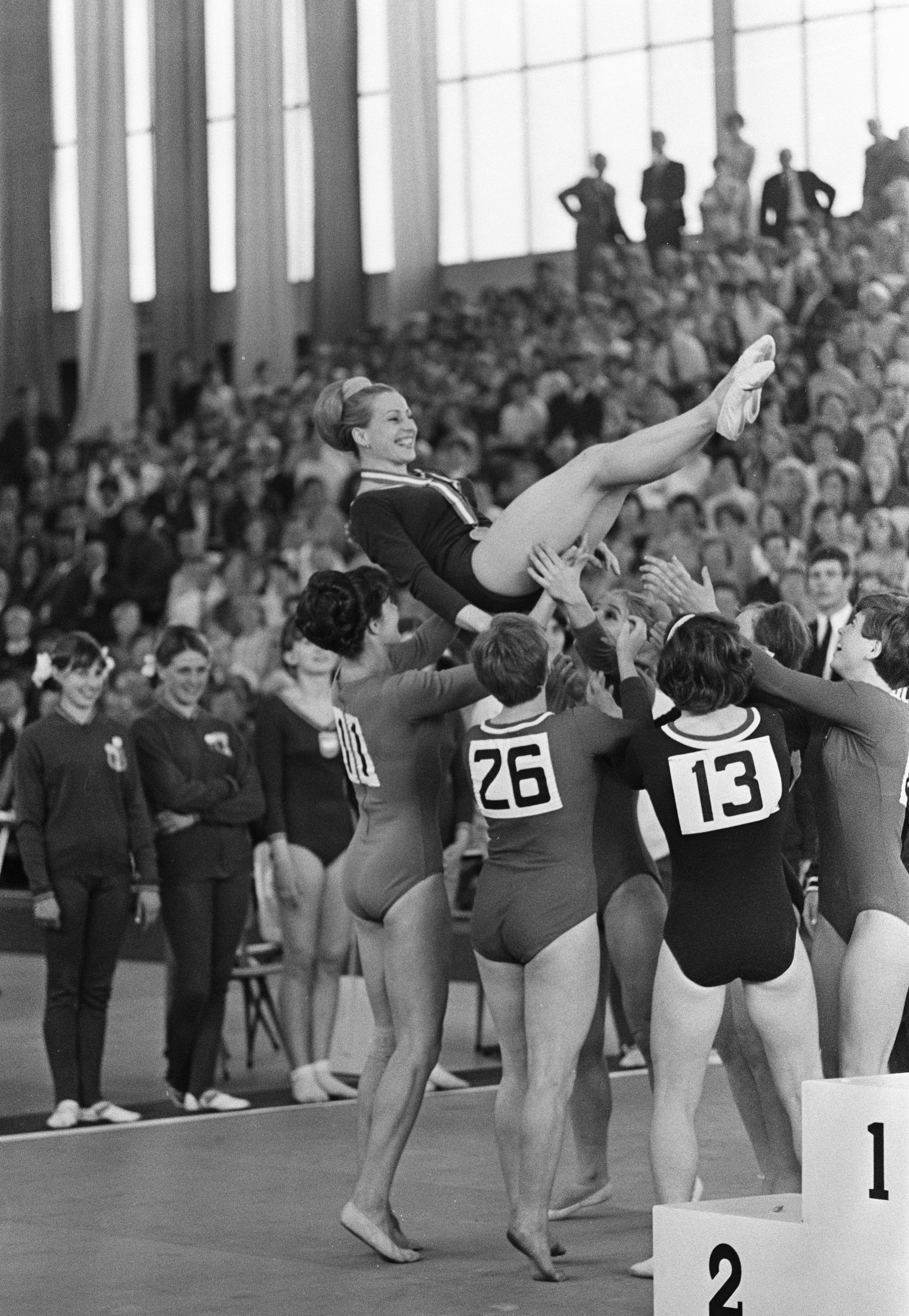
Čáslavská wordt gejonast bij de Europese turnkampioenschappen in 1967

Věra Čáslavská (Praag, 3 mei 1942 – aldaar, 30 augustus 2016) was een Tsjechische turnster. Ze won in haar sportcarrière elf Olympische medailles, waarmee ze in augustus 2008 dertiende stond op de lijst van succesvolste medaillewinnaars op de Olympische Zomerspelen ooit.

## Sportcarrière
Čáslavskás Olympische oogst bestaat uit zeven gouden en vier zilveren medailles. Ze won de individuele meerkamp op zowel de Olympische Zomerspelen 1964 als die van 1968. Verder haalde ze olympische titels op het sprong en de evenwichtsbalk (1964) en op vloer, nogmaals sprong en brug (1968). Čáslavská baarde opzien bij de medaille-uitreiking voor het onderdeel evenwichtsbalk op de Spelen van 1968. Ervan overtuigd dat ze was bestolen van de eerste plaats, keerde ze haar hoofd af toen het Russische volkslied klonk voor winnares Natalja Koetsjinskaja. Dit was tevens een uiting van protest tegen de bezetting van Tsjechoslowakije door de legers van het Warschaupact in augustus 1968.

## Privéleven
Čáslavská trouwde in 1968 vlak na de Spelen met langeafstandsloper Josef Odložil, voor 10.000 toeschouwers in Mexico-Stad. Samen kregen ze één zoon, Martin, en één dochter, Radka. In 1987 scheidde het paar. Martin raakte in 1993 slaags bij een ruzie voor een discotheek, en sloeg daarbij zijn vader met een ketting voor het hoofd. Deze viel ongelukkig met zijn hoofd op de grond, raakte in coma en overleed twee maanden daarna.
Čáslavská werd in 2015 gediagnosticeerd met alvleesklierkanker. Haar gezondheid verslechterde aanzienlijk in de zomer van 2016, zodanig dat ze op 30 augustus naar een ziekenhuis in Praag werd gebracht, waar ze op 74-jarige leeftijd overleed.
1952: Marija Gorochovskaja ·
1956: Larissa Latynina ·
1960: Larissa Latynina ·
1964: Věra Čáslavská ·
1968: Věra Čáslavská ·
1972: Ljoedmila Toerisjtsjeva ·
1976: Nadia Comăneci ·
1980: Jelena Davydova ·
1984: Mary Lou Retton ·
1988: Jelena Sjoesjoenova ·
1992: Tetjana Goetsoe ·
1996: Lilija Podkopajeva ·
2000: Simona Amânar ·
2004: Carly Patterson ·
2008: Nastia Liukin · 
2012: Gabby Douglas ·
2016: Simone Biles ·
2020: Sunisa Lee ·
2024: Simone Biles
1952: Jekaterina Kalintsjoek ·
1956: Larissa Latynina ·
1960: Margarita Nikolajeva ·
1964: Věra Čáslavská ·
1968: Věra Čáslavská ·
1972: Karin Janz ·
1976: Nelli Kim ·
1980: Natalja Sjaposjnikova ·
1984: Ecaterina Szabo ·
1988: Svetlana Boginskaja ·
1992: Lavinia Miloşovici, Henrietta Ónodi ·
1996: Simona Amânar ·
2000: Jelena Zamolodtsjikova ·
2004: Monica Roșu ·
2008: Hong Un-Jong ·
2012: Sandra Izbașa ·
2016: Simone Biles ·
2020: Rebeca Andrade ·
2024: Simone Biles
1952: Margit Korondi ·
1956: Ágnes Keleti ·
1960: Polina Astachova ·
1964: Polina Astachova ·
1968: Věra Čáslavská ·
1972: Karin Janz ·
1976: Nadia Comăneci ·
1980: Maxi Gnauck ·
1984: Ma Yanhong, Julianne McNamara ·
1988: Daniela Silivaș ·
1992: Lu Li ·
1996: Svetlana Chorkina ·
2000: Svetlana Chorkina ·
2004: Émilie Le Pennec ·
2008: He Kexin · 
2012: Alia Moestafina · 
2016: Alia Moestafina ·  
2020: Nina Derwael · 
2024: Kaylia Nemour
1952: Nina Botsjarova ·
1956: Ágnes Keleti ·
1960: Eva Bosáková ·
1964: Věra Čáslavská ·
1968: Natalja Koetsjinskaja ·
1972: Olga Korboet ·
1976: Nadia Comăneci ·
1980: Nadia Comăneci ·
1984: Ecaterina Szabo, Simona Păucă ·
1988: Daniela Silivaș ·
1992: Tetjana Lysenko ·
1996: Shannon Miller ·
2000: Liu Xuan ·
2004: Cătălina Ponor ·
2008: Shawn Johnson · 
2012: Deng Linlin · 
2016: Sanne Wevers · 
2020: Guan Chenchen · 
2024: Alice D'Amato
1952: Ágnes Keleti ·
1956: Ágnes Keleti, Larissa Latynina ·
1960: Larissa Latynina ·
1964: Larissa Latynina ·
1968: Věra Čáslavská, Larisa Petrik ·
1972: Olga Korboet ·
1976: Nelli Kim ·
1980: Nadia Comăneci, Nelli Kim ·
1984: Ecaterina Szabo ·
1988: Daniela Silivaș ·
1992: Lavinia Miloşovici ·
1996: Lilija Podkopajeva ·
2000: Jelena Zamolodtsjikova ·
2004: Cătălina Ponor ·
2008: Sandra Izbașa · 
2012: Aly Raisman · 
2016: Simone Biles · 
2020: Jade Carey · 
2024: Rebeca Andrade
1934: Vlasta Děkanová ·
1938: Vlasta Děkanová ·
1950: Helena Rakoczy ·
1954: Galina Sjamrai ·
1958: Larissa Latynina ·
1962: Larissa Latynina ·
1966: Věra Čáslavská ·
1970: Ljoedmila Toerisjtsjeva ·
1974: Ljoedmila Toerisjtsjeva ·
1978: Jelena Moechina ·
1979: Nelli Kim ·
1981: Olga Bicherova ·
1983: Natalia Yurchenko ·
1985: Jelena Sjoesjoenova / Oksana Omelianchik ·
1987: Aurelia Dobre ·
1989: Svetlana Boginskaja ·
1991: Kim Zmeskal ·
1993: Shannon Miller ·
1994: Shannon Miller ·
1995: Lilija Podkopajeva ·
1997: Svetlana Chorkina ·
1999: Maria Olaru ·
2001: Svetlana Chorkina ·
2002: Svetlana Chorkina ·
2003: Svetlana Chorkina ·
2005: Chellsie Memmel ·
2006: Vanessa Ferrari ·
2007: Shawn Johnson ·
2009: Bridget Sloan ·
2010: Alia Moestafina ·
2011: Jordyn Wieber ·
2013: Simone Biles ·
2014: Simone Biles ·
2015: Simone Biles ·
2017: Morgan Hurd ·
2018: Simone Biles ·
2019: Simone Biles ·
2021: Angelina Melnikova ·
2022: Rebeca Andrade ·
2023: Simone Biles
1934: Bajerová, Děkanová, Foltová, Hajková, Jarusková, Veřmířovská ·
1938: Bajerová, Dekanová, Dobešová, Foltová, Hajková, Jarusková, Pálfyová, Veřmířovská ·
1950: Berggren, Blomberg, Lindberg, Ljungström, Nordin, A.-S. Pettersson, G. Pettersson, Sandahl ·
1954: Botsjarova, Danilova, Gorochovskaja, Latynina, Manina, Moeratova, Roedko, Sjarabidze ·
1958: Astachova, Borisova, Ivanova,  Latynina, Manina, Moeratova ·
1962: Astachova, Ivanova, Latynina, Manina, Moeratova, Pervoesjina ·
1966: Čáslavská, Košťálová, Krajčírová, Kubičková, Řimnáčová, Sedláčková ·
1970: Boerda, Karasjova, Lazakovitsj, Petrik, Toerisjtsjeva, Voronina ·
1974: Dronova, Kim, Korboet, Saadi, Sicharoelidze, Toerisjtsjeva ·
1978: Agapova, Arzjannikova, Filatova, Kim, Moechina, Sjaposjnikova ·
1979: Comăneci, Dunca, Eberle, Ruhn, Turner, Vlădărău ·
1981: Bitsjerova, Davydova, Filatova, Ilenko, Polevaja, Zacharova ·
1983: Bitsjerova, Frolova, Ilenko, Mostepanova, Sjisjova, Joertsjenko ·
1985: Baraksanova, Kolesnikova, Mostepanova, Omeljantsjyk, Sjoesjoenova, Joertsjenko ·
1987: Dobre, Golea, Popa, Silivaș, Szabo, Voinea ·
1989: Baitova, Boginskaja, Doednyk, Lasjtsjenova, Sazonenkova, Strazjeva ·
1991: Boginskaja, Tsjoesovitina, Galijeva, Goetsoe, Kalinina, Lysenko ·
1994: Amânar, Gogean, Hațegan, Loaieș, Mărănducă, Miloșovici, Presăcan ·
1995: Amânar, Cacovean, Gogean, Hategan, Marinescu, Miloșovici, Presăcan ·
1997: Amânar, Gogean, Marinescu, Presăcan, Țugurlan, Ungureanu ·
1999: Amânar, Boboc, Isărescu, Olaru, Răducan, Ungureanu ·
2001: Boboc, Cojocar, Ionescu, Răducan, Stroescu, Ulmeanu ·
2003: Humphrey, Kupets, Memmel, Patterson, Schwikert, Vise ·
2006: Fei, Ning, Ya, Panpan, Nan, Zhuoru ·
2007: Hong, Johnson, Liukin, Peszek, Sacramone, Worley ·
2010: Afanasjeva, Dementeva, Koerbatova, Moestafina, Nabiëva, Semenova ·
2011: Douglas, Maroney, Raisman, Sacramone, Vega, Wieber ·
2014: Baumann, Biles, Desch, Kocian, Locklear, Ross, Skinner ·
2015: Biles, Douglas, Dowel, Kochian, Nichols, Raisman, Skinner ·
2018: Biles, Eaker, Hurd, McCallum, McCusker, Smith · 
2019: Biles, Carey, Eaker, Lee, McCallum · 
2022: Chiles, Jones, Carey, Wong, Blakely
· 2023: Biles, Blakely, Jones, Roberson, Wong
1957: Larissa Latynina ·
1959: Polina Astachova ·
1961: Polina Astachova ·
1963: Thea Belmer ·
1965: Věra Čáslavská ·
1967: Věra Čáslavská ·
1969: Karin Büttner-Janz ·
1971: Tamara Lazakovitsj ·
1973: Ljoedmila Toerisjtsjeva ·
1975: Nadia Comăneci ·
1977: Comăneci / Mukhina ·
1979: Elena Mukhina ·
1981: Maxi Gnauck ·
1983: Ecaterina Szabo ·
1985: Gnauck / Sjoesjoenova ·
1987: Daniela Silivaș ·
1989: Henrietta Ónodi ·
1990: Boginskaja / Kalinina / Pașca ·
1992: Tetjana Goetsoe ·
1994: Svetlana Chorkina ·
1996: Amânar / Chorkina / Podkopajeva ·
1998: Svetlana Chorkina ·
2000: Svetlana Chorkina ·
2002: Svetlana Chorkina ·
2004: Svetlana Chorkina ·
2005: Émilie Le Pennec ·
2006: Beth Tweddle ·
2007: Dariya Zgoba ·
2008: Ksenia Semyonova ·
2009: Beth Tweddle ·
2010: Beth Tweddle ·
2011: Beth Tweddle ·
2012: Viktoria Komova ·
2013: Alia Moestafina ·
2014: Rebecca Downie ·
2015: Daria Spiridonova ·
2016: Rebecca Downie ·
2017: Nina Derwael ·
2018: Nina Derwael ·
2019: Anastasia Ilyankova ·
2020: Zsófia Kovács ·
2021: Angelina Melnikova ·
2022: Elisabeth Seitz ·
2023: Alice D'Amato ·
2024: Alice D'Amato
1957: Larissa Latynina ·
1959: Polina Astachova ·
1961: Larissa Latynina ·
1963: Mirjana Bilić ·
1965: Věra Čáslavská ·
1967: Věra Čáslavská ·
1969: Olga Karasyova ·
1971: Ljoedmila Toerisjtsjeva ·
1973: Ljoedmila Toerisjtsjeva ·
1975: Nelli Kim ·
1977: Maria Filatova / Elena Mukhina ·
1979: Nadia Comăneci ·
1981: Maxi Gnauck ·
1983: Olga Bicherova / Ecaterina Szabo ·
1985: Jelena Sjoesjoenova ·
1987: Daniela Silivaș ·
1989: Svetlana Boginskaja / Daniela Silivaș ·
1990: Svetlana Boginskaja ·
1992: Gina Gogean ·
1994: Lilija Podkopajeva ·
1996: Lavinia Miloșovici / Lilija Podkopajeva ·
1998: Svetlana Chorkina / Corina Ungureanu ·
2000: Ludivine Furnon ·
2002: Alona Kvasha ·
2004: Cătălina Ponor ·
2005: Isabelle Severino ·
2006: Sandra Izbașa ·
2007: Vanessa Ferrari ·
2008: Sandra Izbașa ·
2009: Beth Tweddle ·
2010: Beth Tweddle ·
2011: Sandra Izbașa ·
2012: Larisa Iordache] ·
2013: Ksenia Afanasjeva ·
2014: Vanessa Ferrari / Larisa Iordache ·
2015: Ksenia Afanasjeva ·
2016: Giulia Steingruber ·
2017: Angelina Melnikova ·
2018: Mélanie de Jesus dos Santos ·
2019: Mélanie de Jesus dos Santos ·
2020: Larisa Iordache ·
2021: Jessica Gadirova ·
2022: Jessica Gadirova ·
2023: Jessica Gadirova ·
2024: Manila Esposito
- CiNii: DA07250185
- Gemeinsame Normdatei: 1024597504
- International Standard Name Identifier: 0000 0000 8347 6215
- Library of Congress Control Number: nr91011463
- Bibliotheek van het Japanse parlement: 00435024
- Nationale Bibliotheek van Tsjechië: jk01021070
- Nationale Bibliotheek van Polen: a0000003737827
- Système universitaire de documentation: 23077816X
- Virtual International Authority File: 113044011
- WorldCat: E39PBJtGXtGwv9rr9b64DgfQbd